# アインシュタイン灰春ナイト
『アインシュタイン灰春ナイト』（アインシュタインはいしゅんナイト）は、2023年4月3日から2025年3月30日まで朝日放送ラジオ（ABCラジオ）で放送されていたラジオ番組。
2025年8月10日、『アインシュタイン灰春ナイト 夏休みスペシャル』（アインシュタインはいしゅんナイト なつやすみスペシャル）として復活。

## 概要
20代の牧野真莉愛（モーニング娘。'25）、40代の稲田直樹、河井ゆずる（アインシュタイン）、60代のとこわか吾郎（メディアプロデューサー、元ABCプロデューサー）といった各世代の4人が出演。「青春」ならぬ鬱屈した灰色の青春、すなわち「灰春」を送る若者たちのリアルな悩みを募集し、自身の経験をもとに解決を目指す。
番組公式ハッシュタグは「#灰春」または「#アインシュタイン灰春ナイト」。ラジオネームの呼称は「灰春ネーム」である。
2023年6月26日放送分より、メッセージ採用者には番組オリジナルステッカーがプレゼントされる。

## 放送局・放送時間
| 放送局                      | 地上波放送対象地域 | radiko無料配信地域 | 放送開始日                   | 放送時間          | 放送基準 |
| --------------------------- | ------------------ | ------------------ | ---------------------------- | ----------------- | -------- |
| 朝日放送ラジオ（ABCラジオ） | 近畿広域圏         | 近畿広域圏         | 2023年4月3日 - 2024年3月25日 | 月曜25:30 - 26:00 | 制作局   |
| 朝日放送ラジオ（ABCラジオ） | 近畿広域圏         | 近畿広域圏         | 2024年4月7日 - 2025年3月30日 | 日曜23:30 - 24:00 | 制作局   |
| 朝日放送ラジオ（ABCラジオ） | 近畿広域圏         | 近畿広域圏         | 2025年8月10日                | 日曜25:00 - 26:00 | 制作局   |

## 出演者
- アインシュタイン（稲田直樹・河井ゆずる[注 4]）
- 牧野真莉愛（モーニング娘。'25）
- とこわか吾郎（メディアプロデューサー）

## イベント
- 公開収録（2023年8月1日）[11]
  - 会場：日本写真映像専門学校
  - 備考：初となる公開収録。日本写真映像専門学校の学生を対象に行なわれた。2023年8月14日、21日、28日放送分にてオンエア[11]。